# جون ديولف
جون ديولف هو سياسي أمريكي، ولد في 7 يونيو 1817، وتوفي في 7 سبتمبر 1895. نشط حزبياً في الحزب الجمهوري. وقد انتخب عضو جمعية ولاية ويسكونسن ‏.